# 東赫斯鎮區 (堪薩斯州格雷縣)
東赫斯鎮區（英語：East Hess Township）是位於美國堪薩斯州格雷縣的一個行政鎮區。

## 地方資料
東赫斯鎮區的面積為280.80平方千米，當中陸地面積為280.72平方千米，而水域面積為0.08平方千米。根據2010年美國人口普查的數據，當地共有人口372人，而人口密度為每平方千米1.32人。

## 外部連結
- US-Counties.com
- City-Data.com （页面存档备份，存于）